# Comté d'Empúries
812–1402
Entités précédentes :
- Émirat de Cordoue

Entités suivantes :
- Principauté de Catalogne

Le comté d’Empúries, en espagnol Ampurias, était comté catalan du Moyen Âge. Son territoire recouvrait une partie de l'actuel Empordà.

## Histoire
Le comté d’Empúries, qui tire son nom de la ville antique d’Emporion, est constitué vers le début du IXe siècle par démembrement du comté de Gérone. Le comté est alors divisé en deux pagi, Peralada au nord et Empúries proprement dit au sud. Ces deux pagi deviennent par la suite deux comtés distincts, qui restent toutefois dirigés par les mêmes comtes. Pendant tout le IXe siècle, le comté est administré par des comtes voisins, comtes de Barcelone ou de Roussillon. À partir de 862, le comte Suniaire II unifie sous sa tutelle les comtés d'Empúries-Peralada et de Roussillon. Il fonde une dynastie comtale appelée à durer, la maison d'Empúries.
Jusqu'à la mort du comte Gausfred Ier, en 991, le comté reste uni à celui de Roussillon. À cette date, les deux fils du comte se partagent les domaines de leur père : à Hugues revint Empúries et à Guislabert le Roussillon. Les deux frères conservent toutefois des possessions dans le comté voisin, afin sans doute de garantir la paix entre les deux dynasties. Cet arrangement semble avoir garanti une certaine paix tout au long du XIe siècle. La situation évolua au début du siècle suivant, avec l'accroissement de la puissance des comtes de Barcelone. En 1111 et 1117, le comte Raimond-Bérenger III de Barcelone hérite des comtés du comté de Besalú, puis de du comté de Cerdagne, ce qui lui permet d'accroître considérablement ses domaines et sa puissance. Il force le comte d'Empúries Pons II Hugues d'Empúries à lui prêter serment de fidélité et à rompre l'alliance avec le Roussillon.
En 1172, Alphonse II, comte de Barcelone et roi d'Aragon, hérite du Roussillon, ce qui isole définitivement le comté d'Empúries au milieu des possessions barcelonaises. Dès lors, les comtes d'Empúries ne jouent plus qu'un rôle secondaire dans le couronne d'Aragon, sans jamais retrouver l'indépendance de fait qui avait été la leur jusqu'au XIe siècle. En 1322 meurt le comte Pons VI Malgaulí, dernier représentant de la dynastie d'Empúries. Le comté passe à sa fille Marquesa, puis à son cousin, Hugues, vicomte de Cardona. Ce dernier échange Empúries en 1325 avec l'infant Pierre d'Aragon, comte de Ribagorce, qui lui-même l'échange avec son frère l'infant Raimond Bérenger, comte de Prades, qui forme la seconde dynastie d'Empúries.
Le comté est confisqué entre 1386 et 1387 par le roi Pierre IV d'Aragon. À l'extinction de la seconde dynastie d'Empúries en 1402, le roi Martin Ier intègre le comté d'Empúries à la Couronne. Il donne simplement le titre de comtesse à son épouse, Marie de Luna. En 1409, intègre la plupart des villes, en particulier Sant Martí d'Empúries, Garriguella, Llançà, Roses et Cadaqués à la Généralité de Catalogne, tandis que le reste du comté, tout en restant dans la Couronne, est vendu à la ville de Barcelone pour 55 000 florins d'or. 
En 1436, la ville de Barcelone renonce à ses droits sur le comté en faveur du roi Alphonse V, qui concède le comté à son frère Henri, duc de Ségorbe. Le titre de comte d'Empúries est alors uni à celui de duc de Ségorbe. Il est actuellement porté dans la famille de Medina, cadette des ducs de Medinaceli.

## Comtes d'Empúries
|         | Titulaire                                              | Période          |
| ------- | ------------------------------------------------------ | ---------------- |
| I       | Ermengaire (ca)                                        | 813-817          |
| II      | Gaucelme de Roussillon                                 | 817-832          |
| III     | Bérenger de Toulouse                                   | 832-834          |
| IV      | Suniaire Ier (ca)                                      | 834-848          |
|         | Alaric (ca) (autoproclamé)                             | 843-844          |
| V       | Guillaume de Septimanie                                | 848-849          |
| VI      | Aleran de Troyes                                       | 849-852          |
| VII     | Odalric (es)                                           | 852-858          |
| VIII    | Unifred                                                | 858-862          |
| IX      | Suniaire II (ca)                                       | 862-915          |
| X       | Gausbert (en) avec Benció (es) (915-916)               | 915-931          |
| XI      | Gausfred Ier (es)                                      | 931-991          |
| XII     | Hugues Ier (en)                                        | 991-1040         |
| XIII    | Pons Ier (es)                                          | 1040-1078        |
| XIV     | Hugues II (es)                                         | 1078-1116        |
| XV      | Pons II (es)                                           | 1116-1154        |
| XVI     | Hugues III (es)                                        | 1154-1173        |
| XVII    | Pons III (es)                                          | 1173-1200        |
| XVIII   | Hugues IV (es)                                         | 1200-1230        |
| XIX     | Pons IV (es)                                           | 1230-1269        |
| XX      | Hugues V (es)                                          | 1269-1277        |
| XXI     | Pons V                                                 | 1277-1313        |
| XXII    | Pons VI                                                | 1313-1322        |
| XXIII   | Hugues VI (es)                                         | 1322-1325        |
| XXIV    | Pierre Ier (es)                                        | 1325-1341        |
| XV      | Raimond Bérenger Ier (es)                              | 1341-1364        |
| XXVI    | Jean Ier                                               | 1364-1398        |
| XXVII   | Jean II                                                | 1398-1401        |
| XXVIII  | Pierre II                                              | 1401             |
| XXIX    | Martin Ier d'Aragon                                    | 1401-1410        |
| XXX     | Ferdinand Ier d'Aragon                                 | 1412-1416        |
| XXXI    | Alphonse V d'Aragon                                    | 1416-1436        |
| XXXII   | Henri d'Aragon (es)                                    | 1436-1445        |
| XXXIII  | Enrique de Aragón y Pimentel (es)                      | 1445-1522        |
| XXXIV   | Alfonso de Aragón y Portugal (es)                      | 1522-1562        |
| XXXV    | Francisco de Aragón y Folch de Cardona                 | 1562-1575        |
| XXXVI   | Juana de Aragón y Folch de Cardona                     | 1575-1588        |
| XXXVII  | Enrique de Aragón y Enríquez de Cabrera (es)           | 1588-1608        |
| XXXVIII | Luis de Aragón y Fernández de Córdoba                  | 1608-1632        |
| XXXIX   | Enrique de Aragón y Sandoval                           | 1632-1640        |
| XL      | Joaquín de Aragón y Benavides                          | 1667-1670        |
| XLI     | Catalina de Aragón y Sandoval                          | 1670-1697        |
| XLII    | Luis Francisco de la Cerda y Aragón (es)               | 1697-1711        |
| XLIII   | Nicolás Fernández de Córdoba y de la Cerda             | 1711-1739        |
| XLIV    | Luis Fernández de Córdoba y Spínola                    | 1739-1768        |
| XLV     | Pedro de Alcántara Fernández de Córdoba y Moncada (es) | 1768-1789        |
| XLVI    | Luis Fernández de Córdoba y Gonzaga                    | 1789-1806        |
| XLVII   | Luis Fernández de Córdoba y Benavides                  | 1806-1840        |
| XLVIII  | Luis Fernández de Córdoba y Ponce de León              | 1840-1873        |
| XLIX    | Luis Fernández de Córdoba y Pérez de Barradas          | 1873-1879        |
| L       | Luis Fernández de Córdoba y Salabert (es)              | 1880-1956        |
| LI      | Victoria Eugenia Fernández de Córdoba                  | 1956-1987        |
| LII     | Ignacio de Medina y Fernández de Córdoba               | 1987-2006        |
| LIII    | Sol María de Medina y Orleáns-Braganza                 | titulaire actuel |